# Коринфская футбольная лига
Коринфская лига (англ. Corinthian League) — прекратившая существование любительская футбольная лига клубов Лондона и окрестностей.
Организована в 1945 году, после окончания Второй мировой войны, клубами, которые желали участия в соревнованиях более высокого уровня, но не были приняты в Истмийскую или Афинскую лиги. Клубами-основателями лиги стали: «Виндзор энд Итон», «Мейденхед Юнайтед» и «Слау Таун» — из Западной комбинации, «Грейс Атлетик» и «Эпсом энд Юэлл» — из Лондонской лиги, «Эрит энд Бельведер» — из лиги Кента. «Лондон Файр Форсес» и «Твикенхэм» прежде не участвовали ни в каких официальных соревнованиях, а клубы «Уолтон» и «Хершам» объединились для вступления в новую лигу. Наиболее серьёзные изменения в лиге произошли после первого сезона-1945/46, выигранного «Грейс Атлетиком»: из 9 команд-участниц осталось 6, к которым присоединились 7 новичков.
В дальнейшем в лиге выступали от 13 до 15 команд, а с сезона 1959/60 годов — 16 команд. Состав лиги был достаточно стабильным, её покидали только слабые клубы до 1950 года, когда трёхкратный чемпион «Уолтон энд Хершам» перешёл в Афинскую лигу. Через 5 лет тем же маршрутом проследовал ещё один трёхкратный победитель, «Хаунслоу Таун». То же межсезонье 1955 года стало началом другой традиции: клуб «Юсли» перешёл из Дельфийской лиги, основанной в 1951 году и в неофициальной табели о рангах располагавшейся ниже Коринфской. Всего через 2 сезона «Юсли» стал победителем уже Коринфской лиги. В дальнейшем ещё 5 клубов перешли из Дельфиской в Коринфскую лигу: из них «Дагенем» и «Летерхед» позднее стали победителями лиги; а ещё 3: бывшие чемпионы «Каршолтон Атлетик», «Мейдстон Юнайтед» и «Грейс Атлетик», перешли из Коринфской в Афинскую лигу.
В 1963 году Афинская лига официально поглотила Коринфскую и Дельфийскую лиги. «Мейденхед Юнайтед» и «Дагенем» попали в высший, а остальные 14 клубов составили первый дивизион Афинской лиги. Последний победитель Коринфской лиги — «Летерхед», стал первым чемпионом нового дивизиона и по итогам сезона-1963/64 вышел в высший дивизион Афинской лиги.

## Победители лиги
Список чемпионов приводится по источнику:
| Сезон   | Чемпион             |
| ------- | ------------------- |
| 1946/47 | «Грейс Атлетик»     |
| 1946/47 | «Уолтон энд Хершам» |
| 1947/48 | «Уолтон энд Хершам» |
| 1948/49 | «Уолтон энд Хершам» |
| 1949/50 | «Хаунслоу Таун»     |
| 1950/51 | «Слау Таун»         |
| 1951/52 | «Хаунслоу Таун»     |
| 1952/53 | «Каршолтон Атлетик» |
| 1953/54 | «Каршолтон Атлетик» |
| 1954/55 | «Хаунслоу Таун»     |
| 1955/56 | «Мейдстон Юнайтед»  |
| 1956/57 | «Юсли»              |
| 1957/58 | «Мейденхед Юнайтед» |
| 1958/59 | «Дагенем»           |
| 1959/60 | «Аксбридж»          |
| 1960/61 | «Мейденхед Юнайтед» |
| 1961/62 | «Мейденхед Юнайтед» |
| 1962/63 | «Летерхед»          |